# Carangoides otrynter
Carangoides otrynter е вид бодлоперка от семейство Carangidae. Видът не е застрашен от изчезване.

## Разпространение и местообитание
Разпространен е в Гватемала, Еквадор, Колумбия, Коста Рика, Мексико, Никарагуа, Панама, Салвадор и Хондурас.
Обитава крайбрежията и пясъчните дъна на океани, морета, заливи, лагуни, рифове и потоци в райони с тропически и субтропичен климат. Среща се на дълбочина от 2 до 100 m.

## Описание
На дължина достигат до 60 cm.